# Christopher Cradock
Sir Christopher George Francis Maurice Cradock (2 de juliol de 1862 – 1 de novembre de 1914) fou un militar britànic, almirall de la Royal Navy.
Va entrar en la Royal Navy el 1875, i serví amb distinció a la Mediterrània i a la Xina, on va participar en la supressió de la revolta dels bòxers de 1900. Fou nomenat contraalmirall el 1910 i el 1912 fou nomenat cavaller. El 1913 se li va donar el control de la flota britànica a Amèrica del Nord i el Carib.
En esclatar la Primera Guerra Mundial l'agost de 1914 es va encomanar a Cradock el control del 4a esquadra de la Royal Navy i se li va ordenar trobar i destruir la flota de creuers de l'almirall alemany Maximilian von Spee. La tasca resultà especialment difícil gràcies a l'habilitat de l'almirall alemany i a la major potència de la flota de creuers alemanya, més moderna i amb una tripulació més experimentada que la que s'havia assignat a Cradock. Finalment, va localitzar Von Spee davant les costes de Xile, on va decidir enfrontar-se-li. En la consegüent batalla de Coronel la flota de Cradock va ser destruïda pels alemanys i la seva tripulació va sofrir milers de baixes, entre les quals es trobava el mateix almirall.
És autor de tres llibres: Sporting Notes in the Far East (1889), Wrinkles in Seamanship (1894) i Whispers From the Fleet (1907).